# Willem van Gruisen
Wilhelmus (Willem) van Gruisen (Leeuwarden, 1788 – aldaar, 3 november 1843) was een orgelbouwer.

## Leven en werk
Willem was een zoon van orgelbouwer Albertus van Gruisen en Catharina Willems. In 1824 zette Willem de firma A. van Gruisen & Zonen voort. Hij bouwde zeven kerkorgels. De orgelmakerij werd in 1843 overgenomen door Willem Hardorff.

## Orgels
| Jaar | Plaats        | Kerk         | Afbeelding | Opmerkingen |
| ---- | ------------- | ------------ | ---------- | --- |
| 1834 | Sneek         |              |            | |
| 1836 | Jutrijp       |              |            | Sinds 1911 in de Stadslaankerk van IJlst. Overplaatsing en restauraties (1942, 1984) door Bakker & Timmenga. Orgel is rijksmonument. |
| 1838 | Oosthem       | Johanneskerk |            | |
| 1839 | Makkum        |              |            | |
| 1840 | Nijland       | Nicolaaskerk |            | |
| 1841 | Kollum        | Maartenskerk |            | |
| 1841 | Pietersbierum |              |            | |